# Alfa González Magallanes
Alfa Eliana González Magallanes (Saltillo, Coahuila; 28 de mayo de 1981) es una política mexicana, militante del Partido de la Revolución Democrática (PRD). Ha sido diputada federal al Congreso de la Unión y desde el 1° de octubre de 2021 al 30 de septiembre de 2024 se desempeñó como alcaldesa de Tlalpan.

## Biografía

### Estudios y formación
Oriunda de Saltillo, se graduó como licenciada en Derecho en la Universidad Autónoma de Coahuila en el 2004. En 2014, obtuvo la Maestría en Derecho con mención honorífica por la Universidad Nacional Autónoma de México. Es maestra en Administración Pública por la Universidad Anáhuac, y cuenta con una especialización en Derecho Electoral, también por la UNAM.

## Trayectoria Política
Desde muy joven, ingresó a las filas del PRD, a la edad de catorce años. En el año de 2008, fue candidata a Diputada Federal por el Distrito 1 de Coahuila. Luego de la derrota, se desempeñó como asesora de los representantes del PRD en el entonces Instituto Federal Electoral (IFE) y como integrante de la Comisión Nacional Electoral del PRD.
De 2012 a 2015, fue diputada federal por representación proporcional a la LXII Legislatura del Congreso de la Unión, representando a su estado natal por la segunda circunscripción electoral. Tras su paso por San Lázaro, su carrera política cambió de enfoque: de Coahuila a la Ciudad de México. Entre 2015 y 2019, fue directora general de Regulación Territorial del gobierno de la Ciudad, durante la administración de Miguel Ángel Mancera al frente de la Jefatura de Gobierno.

### Candidata a la Alcaldía Tlalpan
En la elección del 2018 contendió por primera vez como candidata a la Alcaldía de Tlalpan por la coalición coalición Por México al Frente que conformaron los partidos de la Revolución Democrática, Acción Nacional y Movimiento Ciudadano. En aquella contienda electoral, González Magallanes quedó en segundo lugar con el 27.96%.
Para las elecciones de 2021, se postuló nuevamente a la alcaldía Tlalpan, ahora abanderada por la coalición Va por la CDMX. La coalición compuesta por el Partido Revolucionario Institucional, el Partido Acción Nacional y el Partido de la Revolución Democrática obtuvo la victoria con el 41.47% de la votación total.
En 2024, buscó infructuosamente su reelección como alcaldesa de Tlalpan. Ahora por la coalición Fuerza y Corazón por México en las Elecciones Locales de la Ciudad de México. Como resultado de esa votación, quedó en segundo lugar con 38% de la votación contra un 52.86% de su antigua rival, la candidata morenista Gabriela Osorio.